# آلوا میردال
آلوا میردال (سوئدی: Kris i befolkningsfrågan؛ زاده ۳۱ ژانویه ۱۹۰۲ – درگذشته ۱ فوریه ۱۹۸۶) یک دیپلمات زن اهل سوئد بود. او رهبر برجسته جنبش خلع سلاح بود. او، همراه با آلفونسو گارسیا رابلس، جایزه صلح نوبل را در سال ۱۹۸۲ دریافت کرد. او در سال ۱۹۲۴ با گونار میردال ازدواج کرد.